# بلی پوتوک (لسکوواتس)
بلی پوتوک (به صربی: Beli Potok) یک منطقهٔ مسکونی در صربستان است که در لسکواس واقع شده‌است. بلی پوتوک ۶۲۹ نفر جمعیت دارد و ۳۰۶ متر بالاتر از سطح دریا واقع شده‌است.